# レストラン・ガストロノミーク

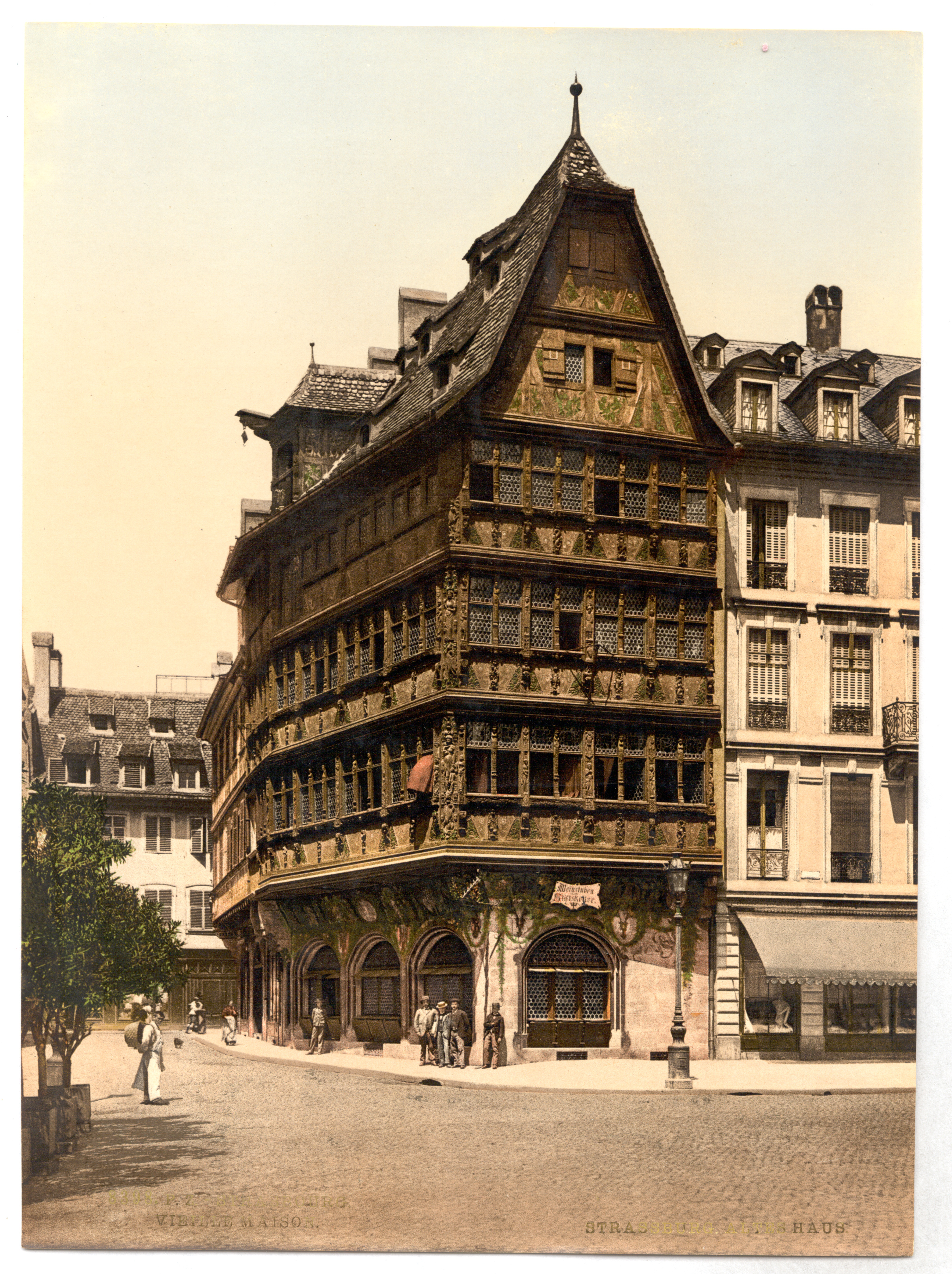
レストラン・ガストロノミークの中でも長い歴史をもつストラスブールのメゾン カメルツェル。

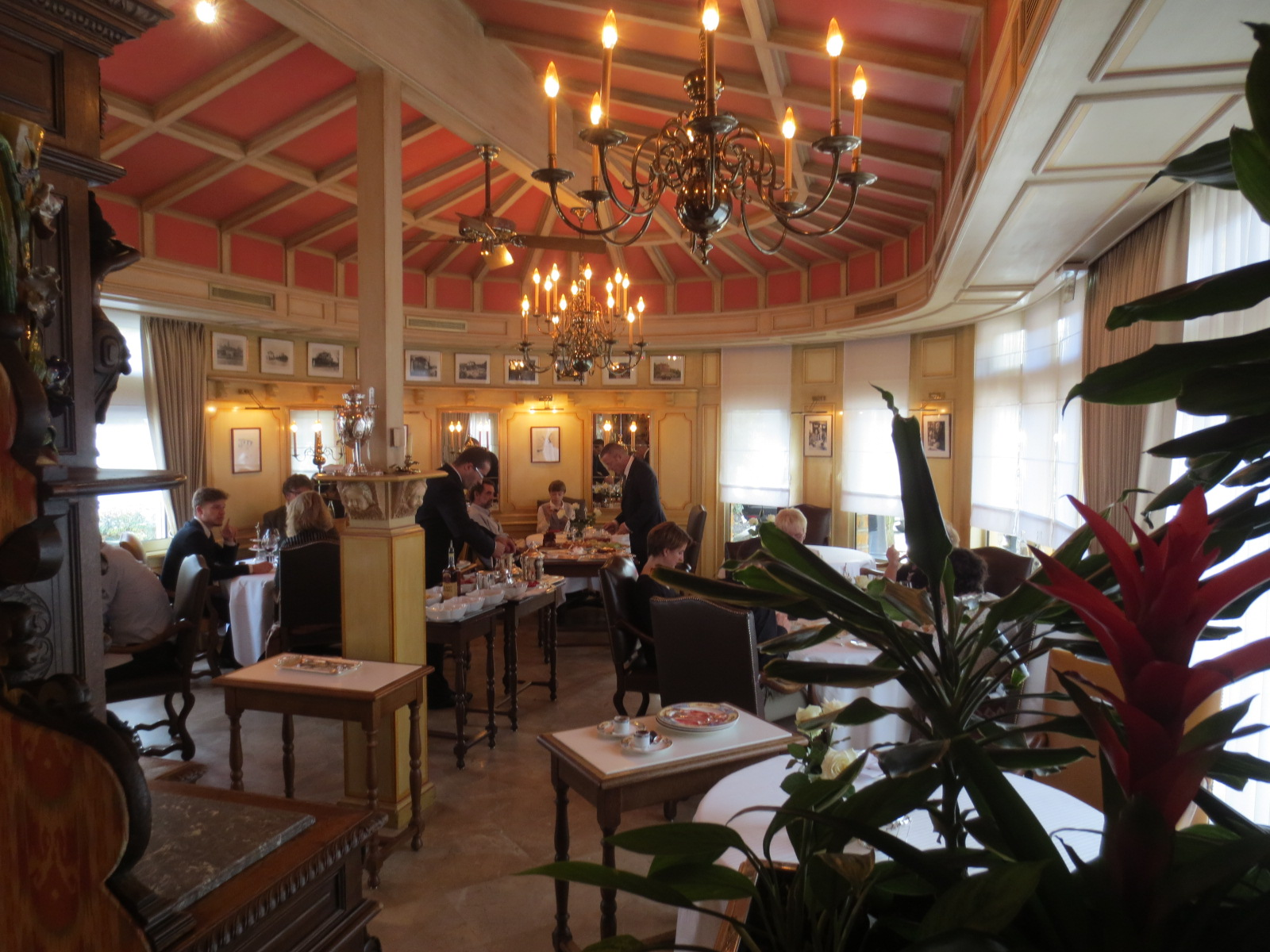
ポール・ボキューズのレストラン、ローベルジュ・ドゥ・ポン・ド・コローニュの店内。

レストラン・ガストロノミーク (フランス語: restaurant gastronomique) は、質の高い料理、充実したワインセラー、気配りの行き届いた接待、素晴らしいサービスと快適な雰囲気を備えた、ガストロノミー（美食）を強調したレストラン。
ガストロノミークと称されるにふさわしい質の高いレストランの主だった特徴は、その提供するメニューにおける諸々の料理の複雑な構成や、個々の料理の価値の高さによって形成される。こうしたレストランでは、一般的に、肉料理や魚料理を提供している。また、施設の内装や、顧客が招じ入れられる空間にも、一定の約束事がある。
レストラン・ガストロノミークは、『ミシュランガイド』で星（俗に「マカロン」とも称される）を与えられるか、『ゴ・エ・ミヨ』で満点の20点に近い評価を得ているような店である。

## 料理
レストラン・ガストロノミークにおいては、レストランの経営者であったり、共同経営者のひとりであったりするシェフ（例えば、フランスの例を挙げれば、ポール・ボキューズ、ミシェル・ゲラール、ミシェル・トラマ、マーク・エーベルラン、アラン・パッサールなど）が、コックたちの統率や料理の決定について、実質的な権限を掌握している。
シェフの職務上の責任には、以下が含まれる。
- 提供する料理の内容のコンセプトづくりとその進化を、ときにはレストランの他の従業員の協力も得ながら進めること
- 料理についての技術的指示書を作成すること
- 質の高い製品の提供
- ワインセラーの管理
- 料理の諸々の要素を、実際に執行できるようにすること
- 料理についての研修、自身の過去の経験の蓄積、適切なタイミングで給仕サービスが行えるようにすること
- 材料費の経費管理
- 損益

1970年から1980年にかけて、こうしたレストランのオーナー・シェフたちは、「ヌーベルキュイジーヌ」の騎手となった。しかし、その後は（施設への先行投資など）財政面の厳しさから、優秀な、特にとりわけ優秀な料理人は、ホテル（グランドホテルや、高級チェーン・ホテル）など、大きなグループ企業に雇われる道を選ぶ傾向が強くなっている。